# رمیده

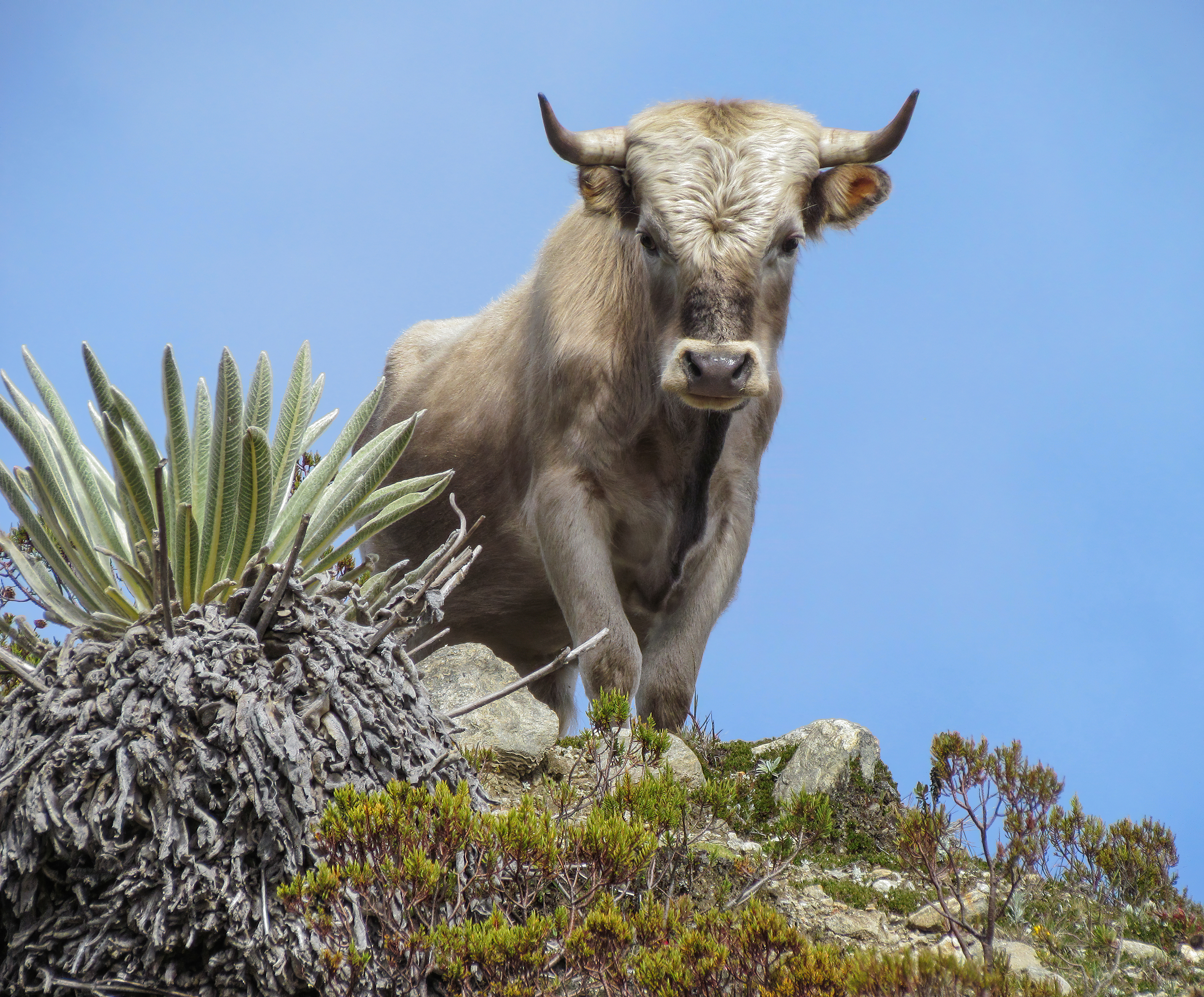
یک گاو رمیده در سیرا نوادا، ونزوئلا

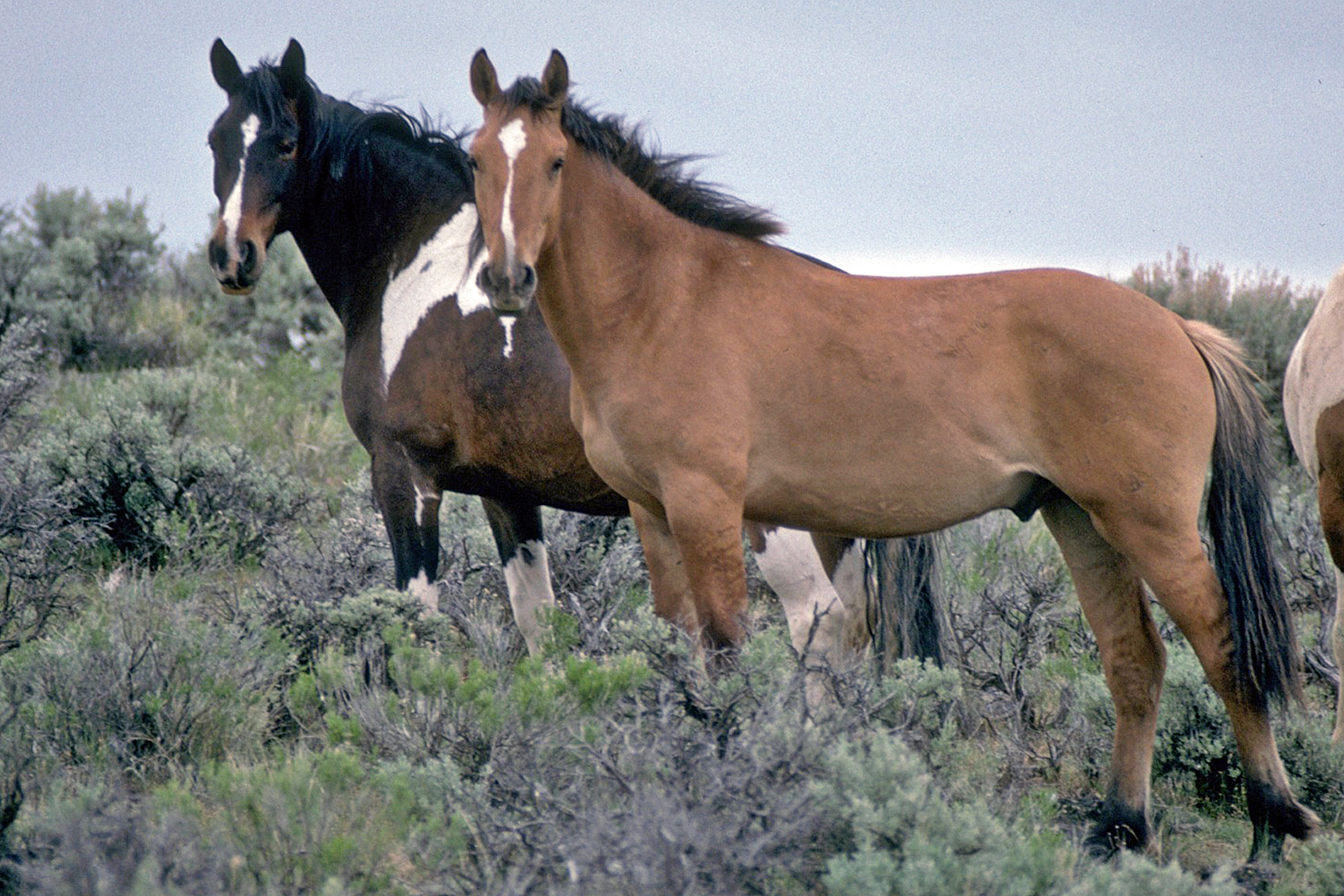
یک جفت اسب موستانگ رمیده در اورگن

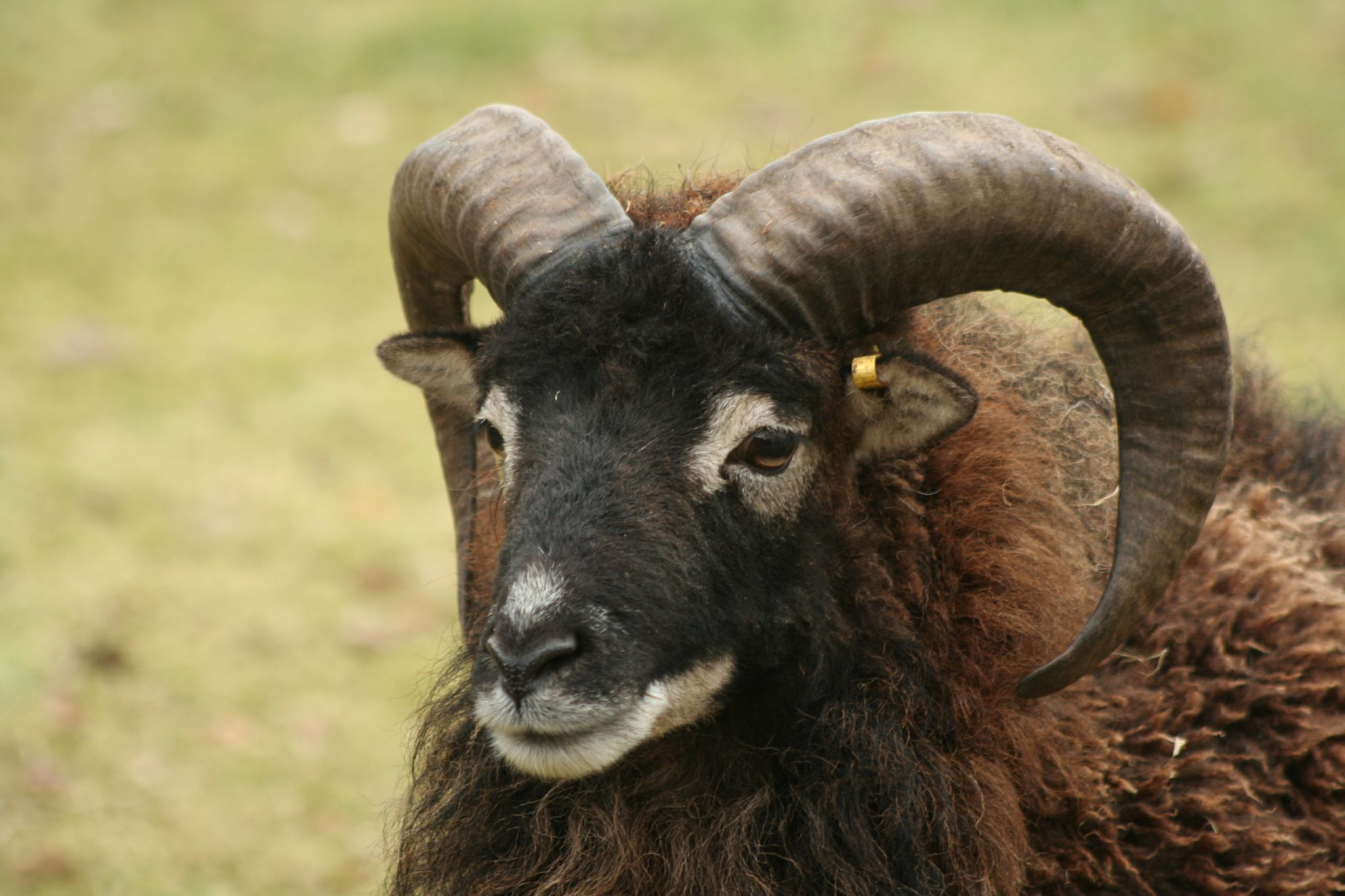
گوسفند سوآی در سنت کیلدا، اسکاتلند

یک جانور یا گیاه رمیده یا وحشیده (به لاتین: fera به معنی "گاو وحشی")، جانوری است که در طبیعت زندگی می‌کند اما از نسل نمونه‌های اهلی‌شده مانند گونه‌های معرفی‌شده است. ورود جانوران یا گیاهان وحشی به مناطق غیربومی ممکن است بوم‌سازگان‌ها را مختل کند و گاهی به انقراض گونه‌های بومی کمک کرده‌است. حذف گونه‌های رمیده تمرکز اصلی در برنامه‌های بازسازی جزیره‌ای است.

## جانوران
یک جانور رمیده جانوری است که از حالت اهلی یا اسارت فرار کرده و کم و بیش به عنوان جانور وحشی زندگی می‌کند یا از نسل این گونه جانوران است. تعریف‌های دیگر شامل جانورانی است که از اهلی به وحشی، طبیعی یا رام‌نشده تبدیل شده‌اند. برخی از نمونه‌های رایج جانوران با جمعیت وحشی عبارتند از: اسب، سگ، بز، گربه، خرگوش، شتر و خوک. جانورشناسان عموماً جانورانی را که پیش از فرار از اسارت، واقعاً وحشی بودند از دسته رمیده حذف می‌کنند: نه شیرهایی که از باغ‌وحش فرار کرده‌اند و نه عقاب‌های دریایی که دوباره به بریتانیا معرفی شده‌اند، جانور رمیده به‌شمار نمی‌روند.

## گیاهان

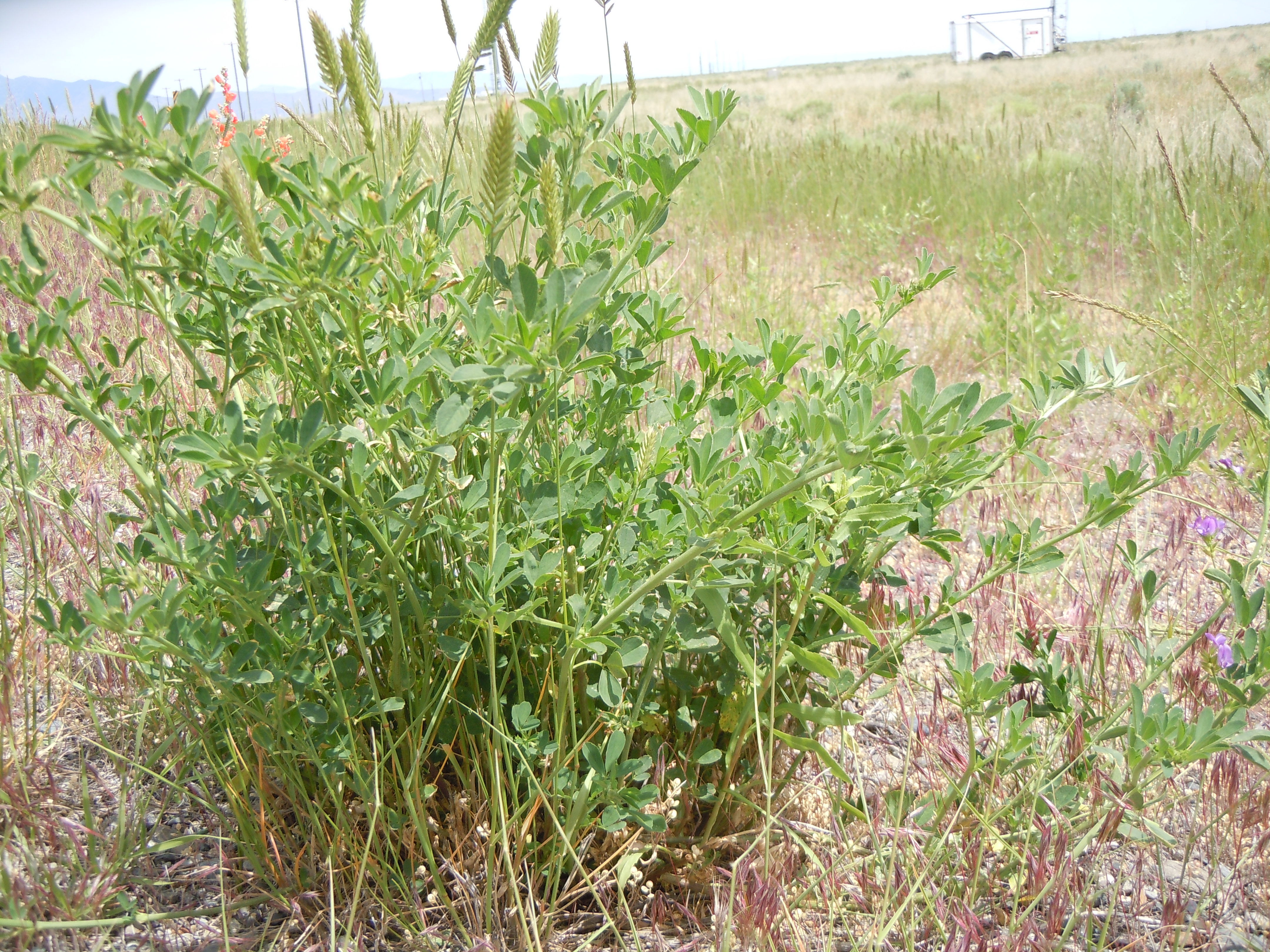
گیاه یونجه ، Medicago sativa، در کنار جاده‌ها پایه‌گذاری می‌شوند.

گیاهان اهلی که به حالت وحشی برمی‌گردند به عنوان محصولات گریخته، معرفی‌شده، طبیعی یا گاهی به عنوان محصولات وحشی شناخته می‌شوند. گیاهان منفرد به عنوان داوطلب گسترش شناخته می‌شوند. تعداد زیادی از گیاهان گریخته ممکن است به یک علف هرز زیان‌آور تبدیل شوند. متغیرهای سازگاری و بوم‌شناختی که در گیاهان وحشی دیده می‌شوند، بسیار شبیه به جانوران هستند. جمعیت‌های وحشی گیاهان زراعی، همراه با دورگه‌زایی بین گیاهان زراعی و خویشاوندان وحشی آنها، این خطر را به همراه دارد که ویژگی‌های دستکاری‌شده ژنتیکی مانند مقاومت به آفت‌کش‌ها به گیاهان علف هرز منتقل شود. حضور ناخواسته گیاهان زراعی اصلاح‌شده ژنتیکی یا ویژگی‌های اصلاح‌شده در گیاهان دیگر در نتیجهٔ اصلاح نژادی به عنوان "حضور ماجراجویانه (adventitious presence (AP))" شناخته می‌شود.

## اثرات رمیده‌سازی
- تأثیر بوم‌شناختی
- آلودگی ژنتیکی
- آسیب اقتصادی
- مزیت‌های اقتصادی
- ارزش علمی
- ارزش فرهنگی یا تاریخی

## نگارخانه

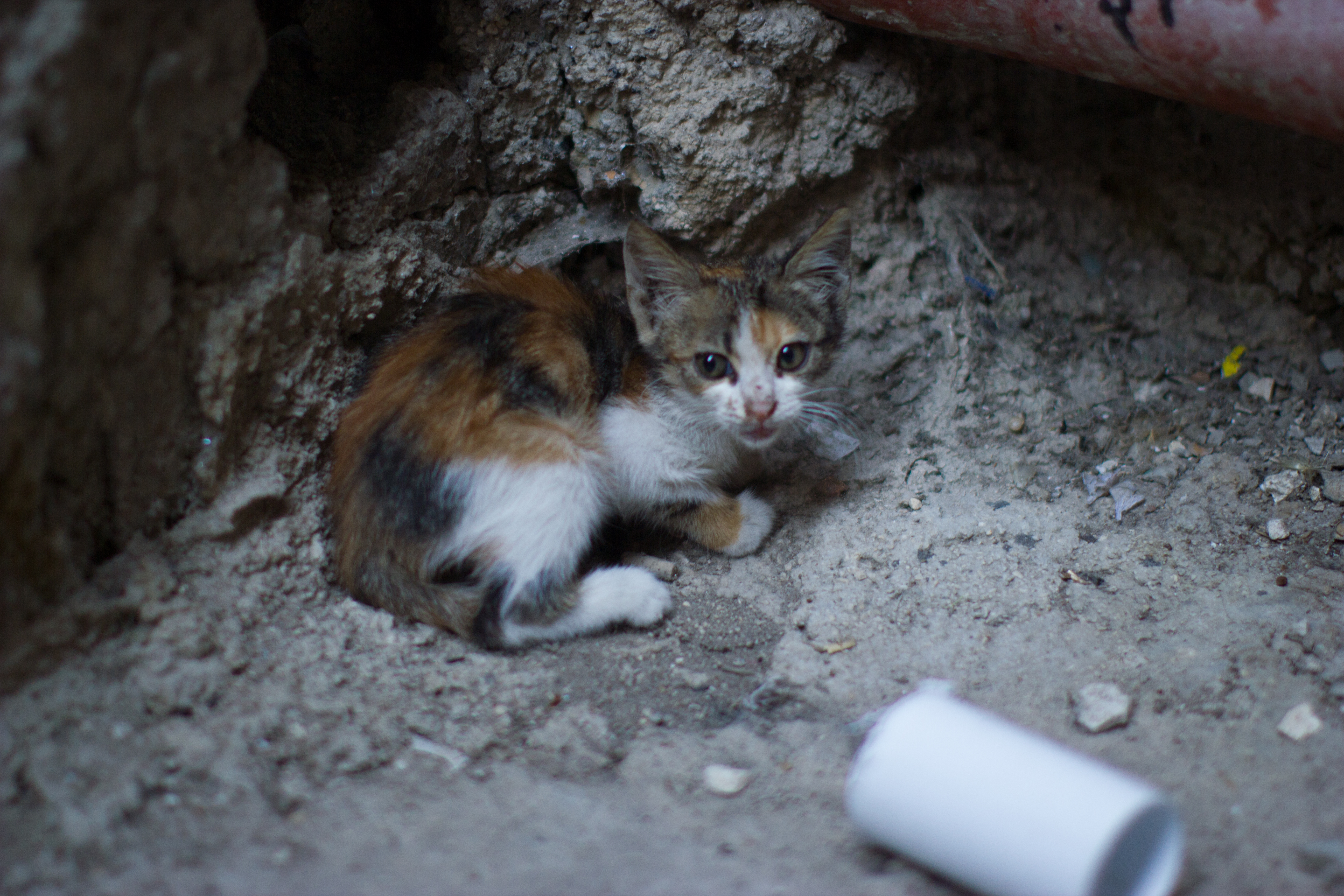
بچه گربه ولگرد در نابلس
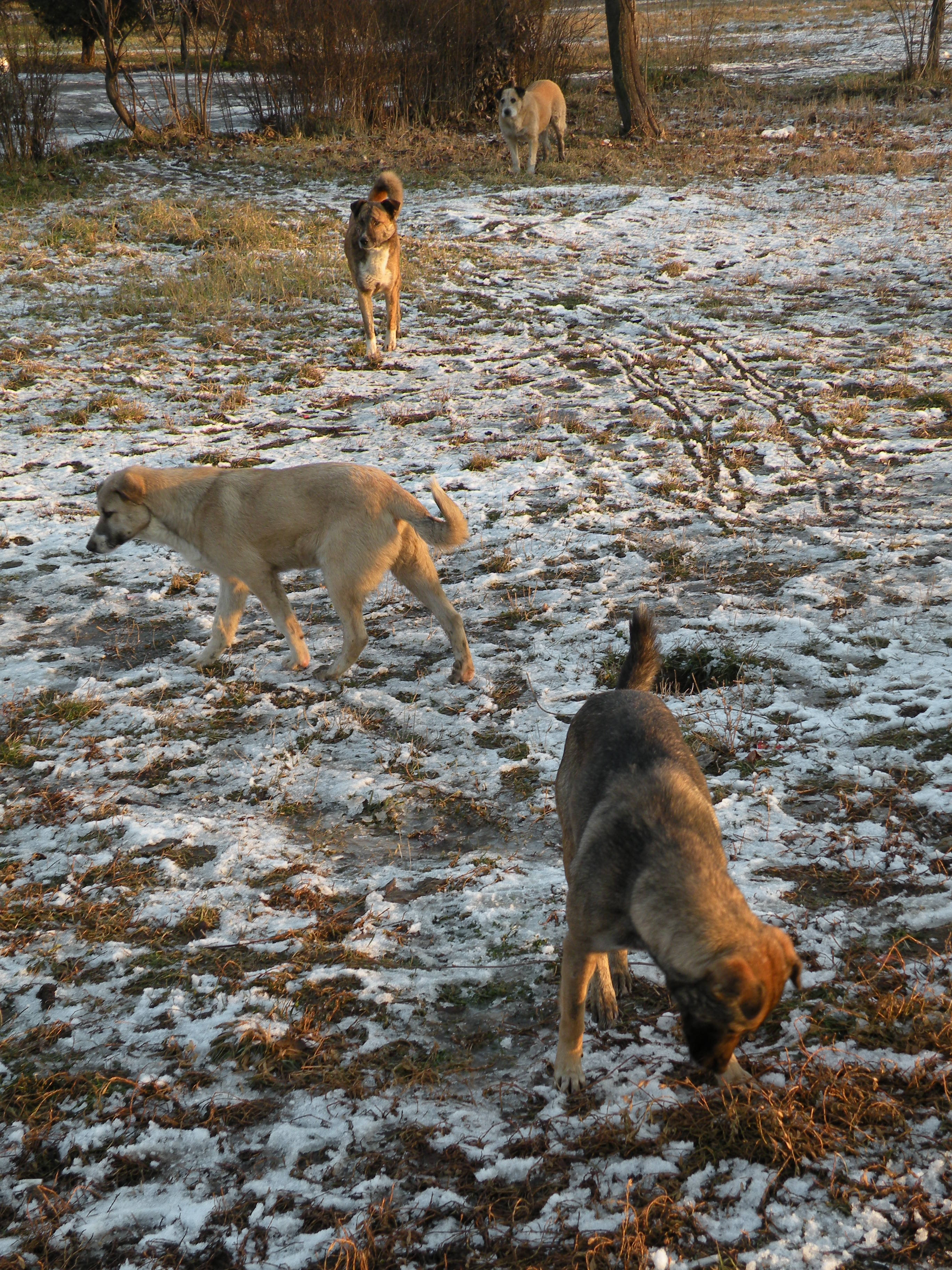
سگ‌های رمیده در بخارست
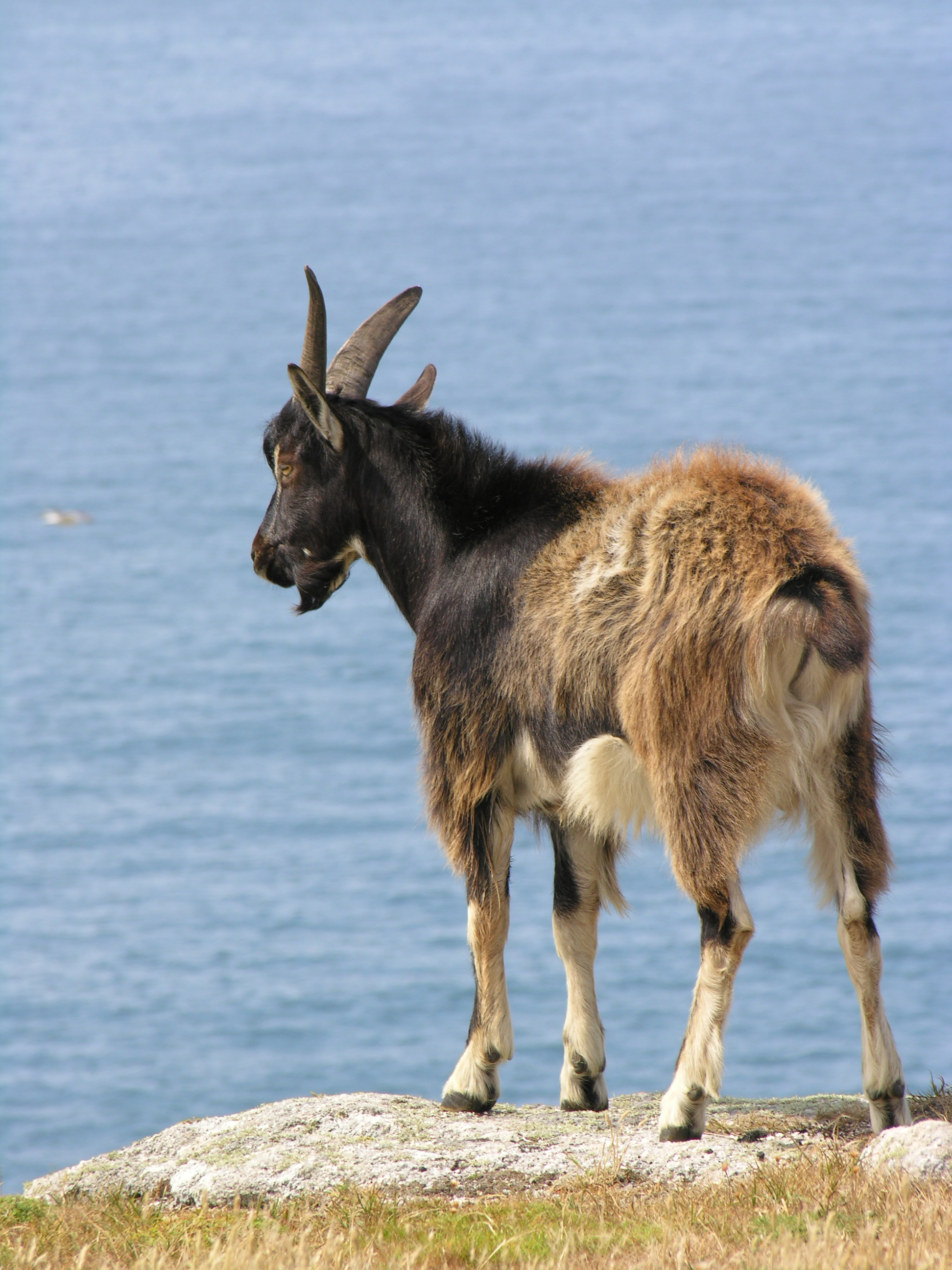
یک بز رمیده در کورنوال
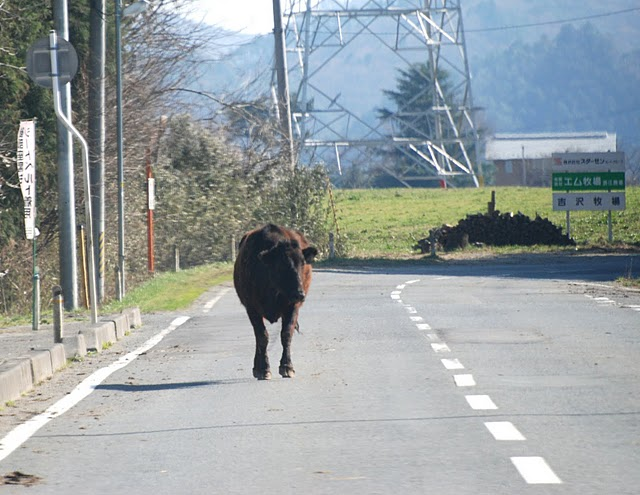
یک گاو فراری در خیابانی در نامیه ، فوکوشیما، شهری که در پی زلزله و سونامی توهوکو در سال ۲۰۱۱ تخلیه شده بود، می‌چرخد. در موقعیت‌هایی که انسان‌ها منطقه‌ای را ترک می‌کنند، جانوران اهلی رهاشده فرصت «فرار» به طبیعت را دارند.
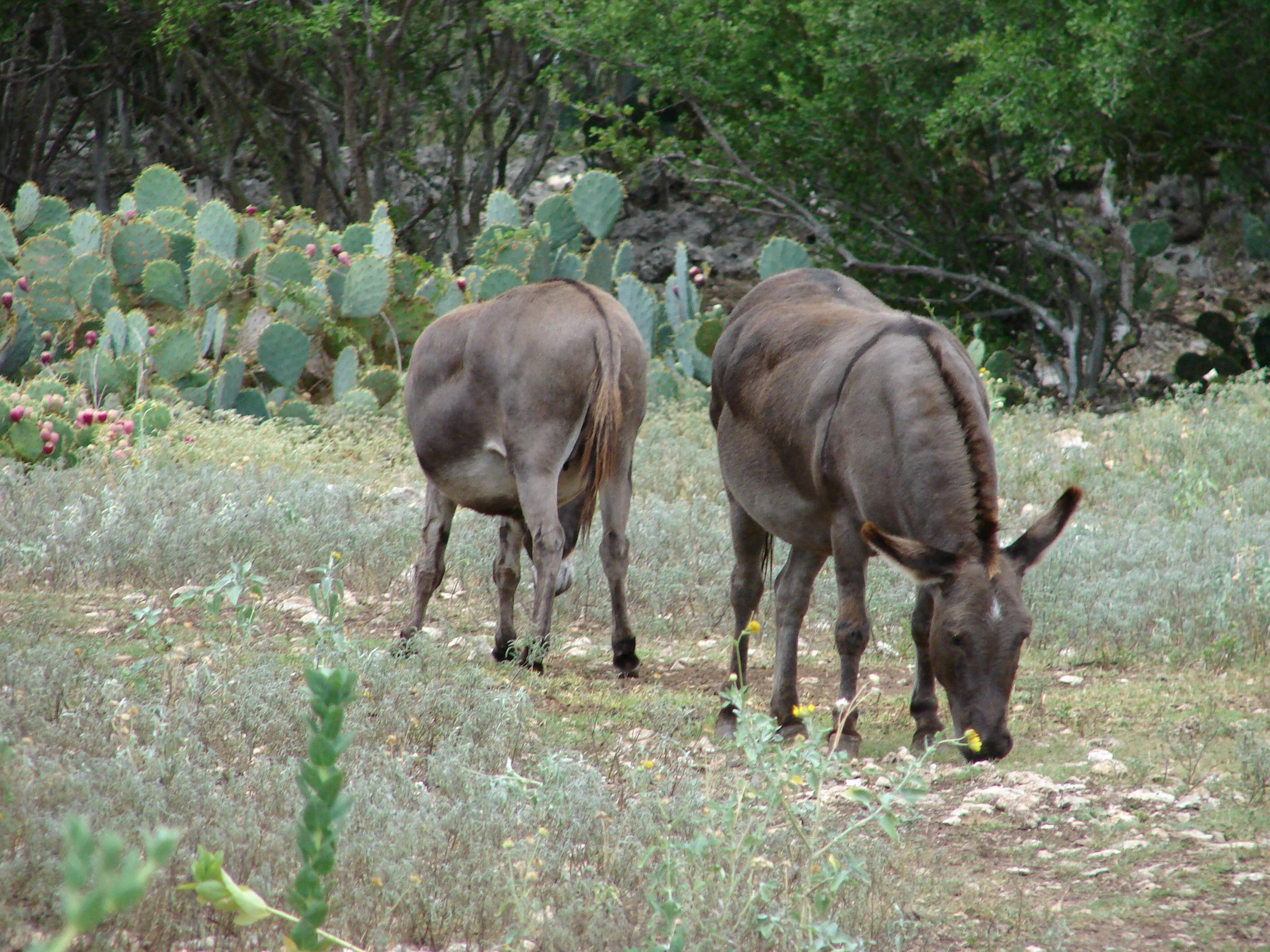
خرهای رمیده
کبوتر چاهی که به نام کبوتر نیز شناخته می‌شود: جانوران رمیده با این وجود در کنار انسان زندگی می‌کنند.
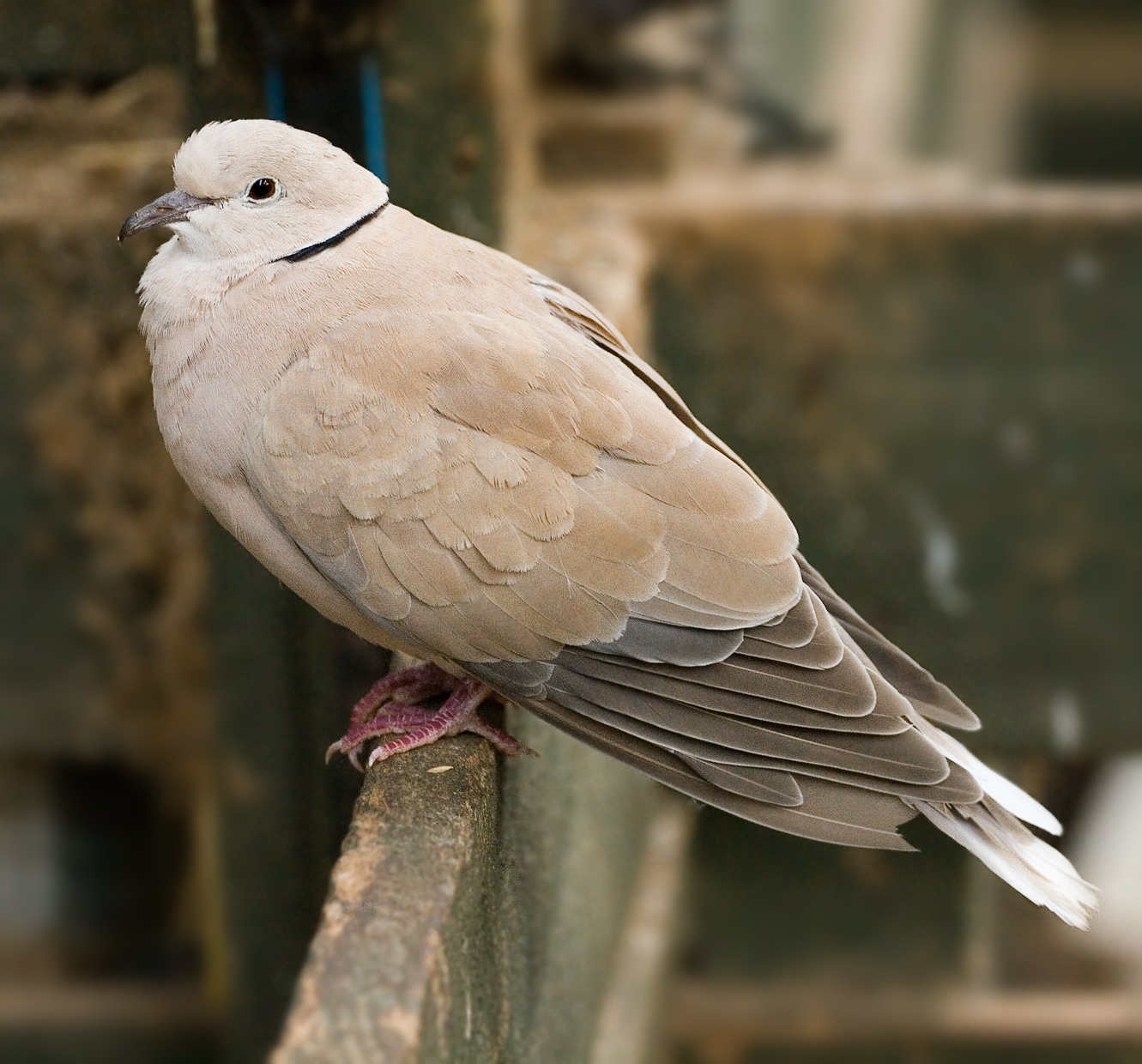
یک یاکریم گردن‌حلقه‌ای وحشی در تاسمانی، استرالیا. همچنین به عنوان قمری گردن‌حلقه‌ای یا قمری حلقه‌ای (Streptopelia risoria) شناخته می‌شود.
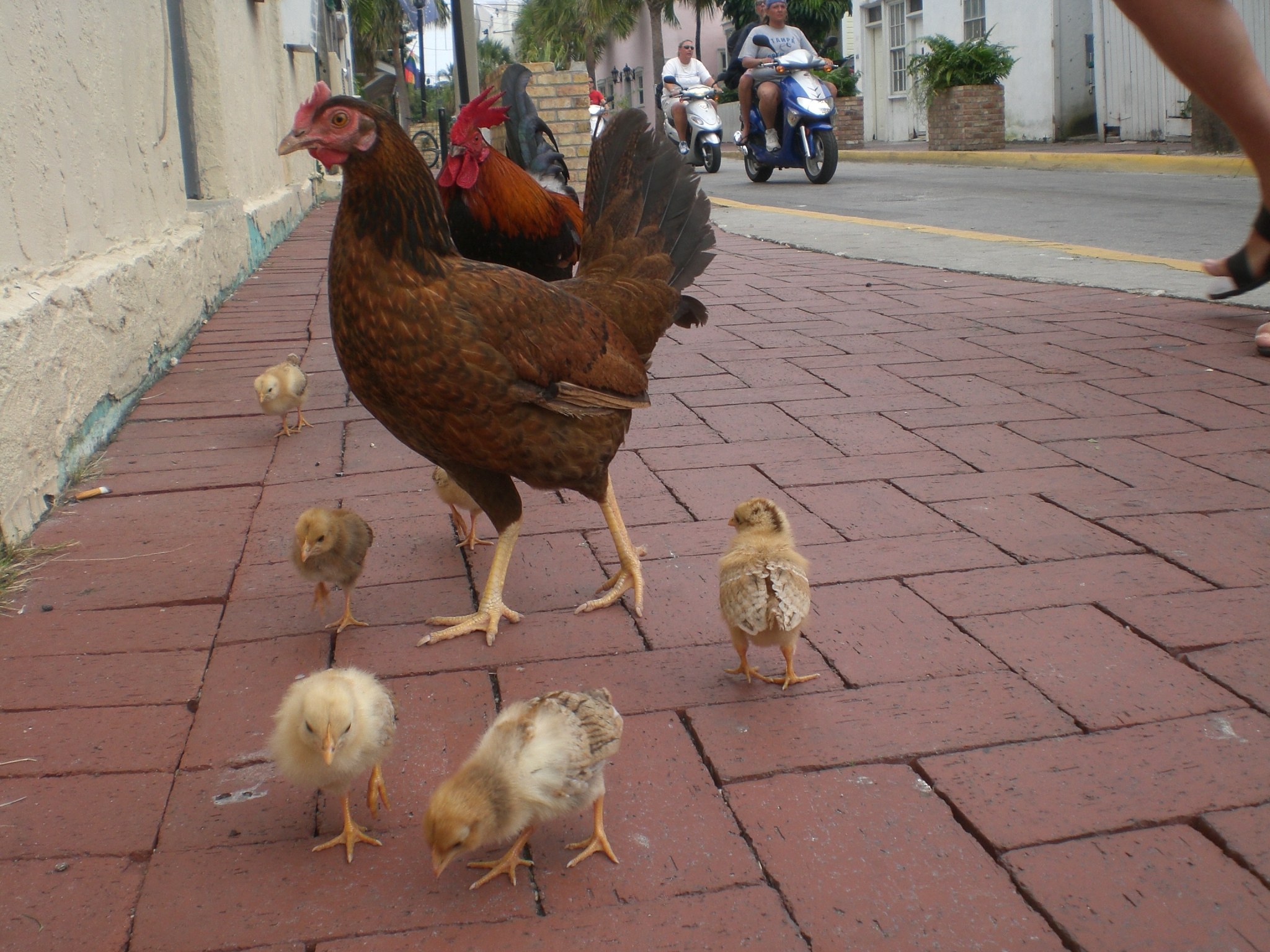
یک خانواده از جوجه‌های رمیده، کی وست، فلوریدا